# Limnophila egena
Limnophila egena är en tvåvingeart som beskrevs av Alexander 1928. Limnophila egena ingår i släktet Limnophila och familjen småharkrankar. Inga underarter finns listade i Catalogue of Life.